# Comoé (distrikt)
Comoédistriktet (fransk:  District du Comoé, opkaldt efter Comoéfloden) er et af fjorten administrative distrikter i Elfenbenskysten. Det ligger i det sydøstlige hjørne af landet, grænser op til Ghana mod øst, Zanzan distriktet mod nord, Lacs Lacs distriktet og Lagunes distriktet mod vest, og Atlanterhavet mod syd. Distriktets hovedstad er Abengourou.

## Oprettelse
Comoédistriktet blev oprettet reorganiseringen  af Elfenbenskystens administrative inddeling i 2011. Distriktets område blev sammensat ved at fusionere de tidligere regioner Moyen-Comoé og Sud-Comoé.

## Inddeling
Comoé District er i øjeblikket inddelt i to regioner og følgende departementer:
- Indénié-Djuablin regionen (tidligere Moyen-Comoéregionen) (regionssæde også i Abengourou)
  - Abengourou departementet
  - Agnibilékrou departmentet
  - Bettié departmentet
- Sud-Comoé regionen (regionssæde i Aboisso)
  - Aboisso departmentet
  - Adiaké departmentet
  - Grand-Bassam departmentet
  - Tiapoum departmentet

## Befolkning
Ifølge folketællingen i 2021 har Comoédistriktet  en befolkning på 1.501.366 mennesker. 